# Мацей Шматюк
Мацей Шматюк (пол. Maciej Szmatiuk, нар. 9 травня 1980, Гливиці, Польща) — польський футболіст, захисник футбольної команди «Гурник» із міста Ленчна.

## Біографія
Вихованець футбольної школи міста Гливиці. У червні 2011 року приєднався до «ФК ГКС». У 2013 році приєднався до основного складу «Гурника» Ленчна.